# مودریشیتسه
مودریشیتسه (به چکی: Modřišice) یک منطقهٔ مسکونی در جمهوری چک است که در ناحیه سمیلی واقع شده‌است. مودریشیتسه ۳۹۳ نفر جمعیت دارد و ۲۴۳ متر بالاتر از سطح دریا واقع شده‌است.